# مؤتمر برلين (1954)
كان مؤتمر برلين لعام 1954 اجتماعًا لوزراء خارجية «الأربعة الكبار» الولايات المتحدة (جون فوستر دالاس) وبريطانيا (أنطوني إيدن) وفرنسا (جورج بيدو) والاتحاد السوفيتي (فياتشيسلاف مولوتوف) من 25 يناير وحتى 18 فبراير 1954.
وافق الوزراء على الدعوة إلى مؤتمر دولي أوسع لمناقشة تسوية الحرب الكورية الأخيرة والهند الصينية المستمرة بين فرنسا وفيت مين، لكنهم فشلوا في التوصل إلى اتفاق بشأن قضايا الأمن الأوروبي والوضع الدولي لألمانيا والنمسا، التي كانت حينها تحت احتلال القوى الأربع بعد الحرب العالمية الثانية.
كان اجتماع برلين ثمرة مبكرة من الفترة الأولى من الانفراج الأمريكي-السوفيتي أو «ذوبان الجليد» خلال الحرب الباردة. تم إحراز تقدم ضئيل، باستثناء النمسا، التي وافق السوفييت على الانسحاب منها إذا كانت محايدة. كان من المقرر أن يؤدي مؤتمر جنيف اللاحق إلى إحلال سلام مؤقت في الهند الصينية وانسحاب فرنسا من فيتنام، رغم أن السلام الرسمي في كوريا ظل بعيد المنال. كانت بعض آثار مؤتمر برلين أن القادة لم يتمكنوا من التوصل إلى اتفاق. كان هناك «خوف من الحرية»، وكان ذلك بين الشرق والغرب في مسائل مثل الانتخابات الحرة في ألمانيا والنمسا. الاتحاد السوفيتي لم يكن على استعداد لوضع أي ثقة على الإطلاق في أي من البلدين. بعد ثمانية أسابيع من اختتام هذا المؤتمر، خططوا لمؤتمر جنيف.